# 1942型轻舰队航空母舰
1942型轻舰队航空母舰，通称英国轻舰队航母，是第二次世界大战时期英国皇家海军研发的轻型航空母舰，旨在填补护航航空母舰与舰队航空母舰之间的战力空缺。该级舰采用民间造船标准，成本效益显著，共设16艘建造计划，1942-1943年间全部以巨像级方案下单。最终建成8艘原型舰，其中4艘于战争期间服役但未参与实战。巨像级中包含2艘特殊改装型——拆除航空设备转为航空维修舰，另有6艘经结构性强化后升级为威严级。这6艘改进型因战争结束曾中断建造，最终5艘在1961年前陆续完工，最晚者耗时二十年方告完成。

## 起源与设计
第二次世界大战期间的海战经验促使英国意识到，皇家海军亟需加强舰队防空与海空作战能力，而航空母舰在此领域具有关键作用。1941年中，海军部门启动新型航空母舰的建造计划，并突破以往直接建造大型舰队航母的传统发展路线。初期提出的方案包括：对霍金斯级重巡洋舰进行飞行甲板加装、将商船与远洋邮轮改装为航母，以及研制类似护航航空母舰的新型舰艇。经过论证评估，至1941年12月最终确定采用全新设计的航母方案。
在新型改装航母设计方案提交后，基于降低建造成本、加快建造速度的需求，英国海军高层决定简化船体结构设计。通过采用更轻型化的船体构造，使非专业军用工船厂也能参与建造，从而实现短时间内大规模扩充航母舰队的目标。不过由于该型舰艇仍需满足作战要求，因此并未完全沿用商船标准，而是结合了多项军事设计要求。1941年底，该项目以"中型航空母舰（Intermediate Aircraft Carrier）"正式立项，成为当时英国海军史上最大规模的航母建造计划，设计方案主要由维克斯-阿姆斯特朗公司承担。
为落实1942年设立的"未来造舰委员会"提出的战略目标——在四年内击败轴心国同盟，英国海军在原有1941年方案基础上制定了新型航母量产计划。该计划以"光辉"级航母为母型，分为三个子型号：4艘放大改进的"怨仇"级（实际建成2艘）、8艘排水量18,000吨的中型舰队航母（IFC），以及16艘13,000吨的简装版"光辉"级。其中简装版型号又称"1942年轻型航母"，相较原型舰其主尺度缩减约十分之一，通过取消机库装甲防护来增加载机量；动力系统采用常规舰用蒸汽轮机，仅配置4台锅炉，总功率较"光辉"级下降三分之二，最高航速限制在25节。该级舰飞行甲板长度210米，全长212米；甲板宽度24米；标准吃水5.64米，满载吃水7.16米。

### 巨像级
1942年初，英国海军执行委员会批准建造两艘航空母舰"巨像"号和"光荣"号，同年3月正式签署建造合同。根据1942年修订的造舰计划，除首期两舰外，1942至1943年间英国海军又追加签署了十四艘同级舰的建造合同，由八家本土造船厂共同承建。尽管最初规划的建造周期不超过21个月，但因设计变更导致工程进度延长至27个月，后因战局变化仅两艘按期完工。
该级轻型航母自1943年起陆续下水，至1944年进入服役阶段。但由于第二次世界大战临近结束，这批舰艇未及展现实战价值便失去作战机会。实际完工情况显示：仅"巨像"号、"光荣"号、"可敬"号与"报仇"号四舰完成完整建造，其余在建舰艇多数停留在不同施工阶段。
服役期间，巨像级暴露出一定的设计缺陷：初期舰艇配置的生活保障系统设计存在缺陷，舰员生活环境问题持续引发诟病。据记载其居住条件与维护性均未达到海军标准，成为当时水兵普遍反映的突出问题。

### 技术转型期
受巨像级实际使用经验影响，英国皇家海军曾暂停航空母舰的建造计划。在此间隙期，仍有部分巨像级舰艇陆续服役，包括"海洋"号、"探索者"号、战士号、"忒修斯"号、"凯旋"号及"珀耳修斯"号。这类航母虽在1944-1945年间完成建造并紧急入列，但均未参与实战检验。随着喷气式战机的问世，促使英国调整发展策略，在尚未完工的六艘巨像级航母基础上实施喷气式战机适配改造计划。

### 威严级改造
未完工的六艘舰体虽延续巨像级基础设计，但针对喷气式战机操作进行了系统性改进：加装强力弹射装置与改进型拦阻系统；在部分舰船开展新型着舰控制技术试验；并配备二战末期研发的现代化雷达组网。改造后满载排水量较原始设计增加1,500吨，飞行甲板扩展至1英尺6英寸（0.46米）的新标准。1945年9月，经升级的六艘舰被重新命名为"威严级"，其中五艘最终赶在二战结束前实现服役。

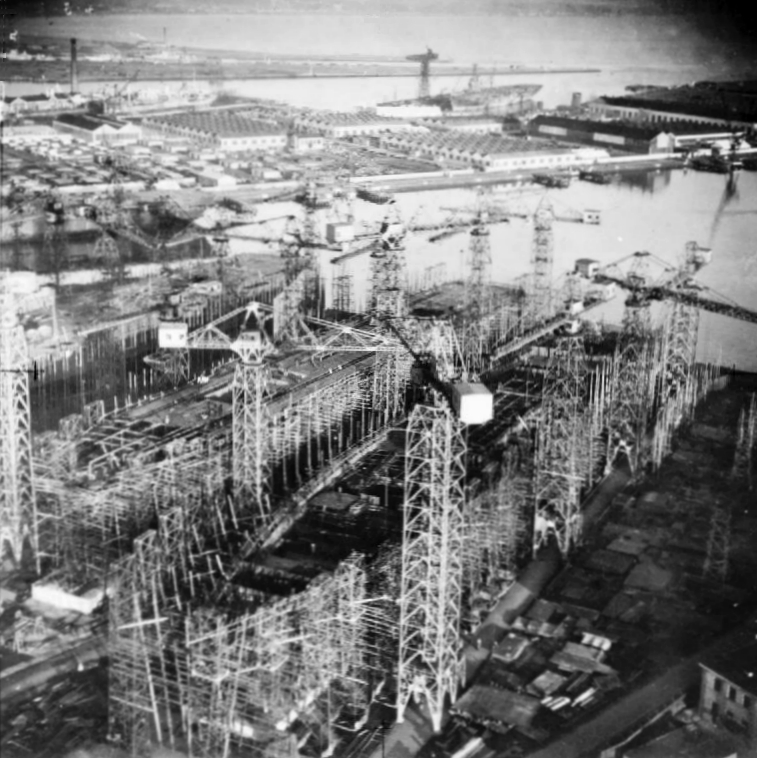
1944年舾装中的威严级轻型航母

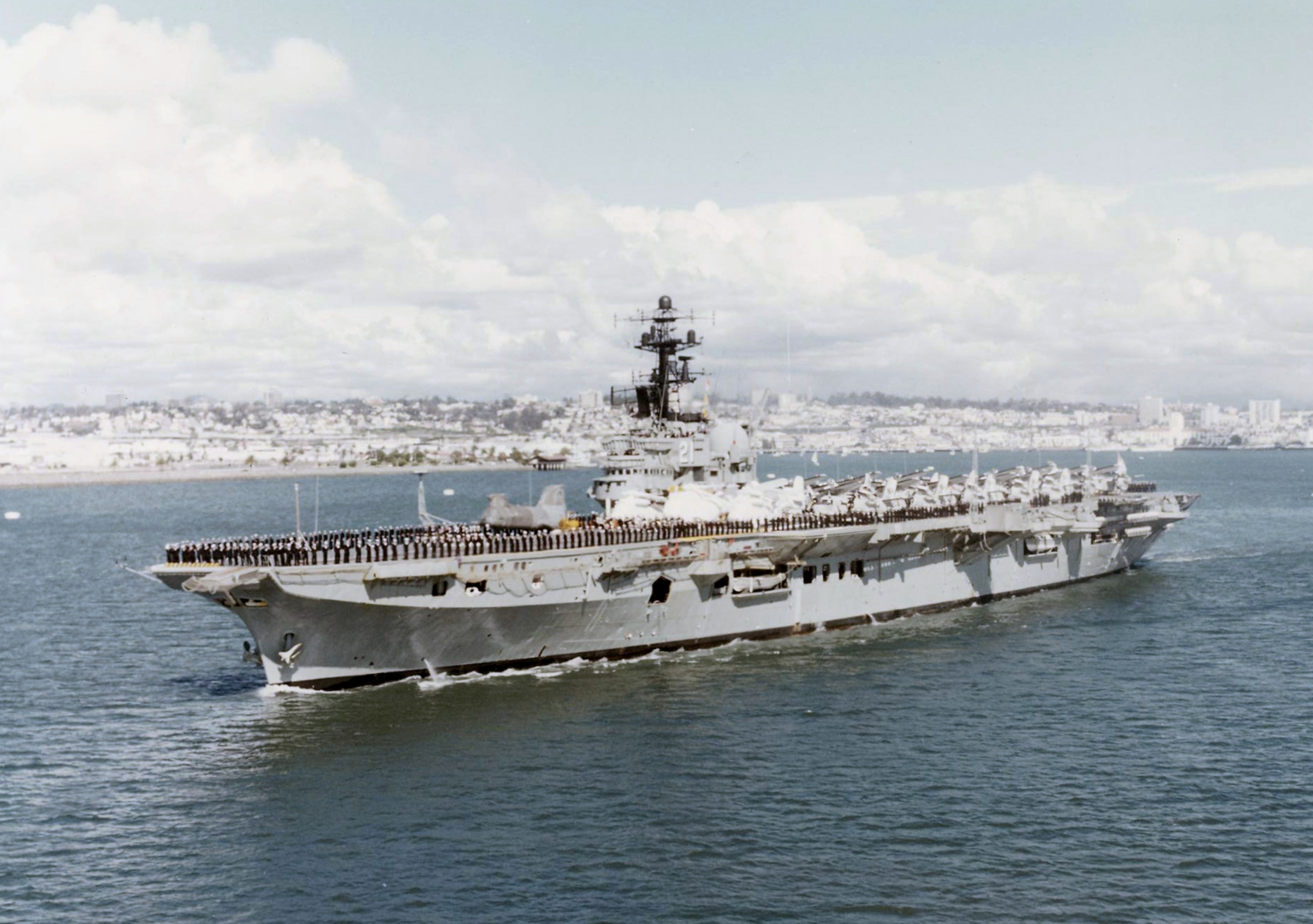
1980年代完成现代化改装的威严级航母墨尔本号

## 最终处理与海外部署
受战争进程影响，巨像级及其改进型威严级共计仅建成服役6艘。这些舰艇虽然建造时程与战争进程存在错位，但得益于其充裕的机库空间、模块化设计结构及低成本维护特点，战后迅速成为多国海军青睐的改造平台。加拿大、澳大利亚、荷兰、印度等国相继购入作为舰队核心力量。英国海军亦将其用作斜角甲板、蒸汽弹射器、菲涅耳透镜助降系统等创新技术的实证平台。鉴于拆解成本高昂，造船厂创新采用"期房式"处理方案：对处于舾装阶段的6艘威严级实施封存维护，待获得国际订单后再进行定制化改装，部分舰艇经历两次以上转手后被租售至7个国家。
实战应用方面，印度海军在1971年第三次印巴战争中部署的维克兰特号（原威严级"赫丘利斯"号改造），以及阿根廷海军在1982年福克兰群岛战争中使用的5月25日号（原巨像级"可敬"号改造），均为该型舰的代表性作战案例。

## 延伸阅读
- Beaver, Paul. . Cambridge: Patrick Stephens. 1982. ISBN 0-85059-493-6. OCLC 16549144.
- Friedman, Norman. . London: Conway Maritime Press. 1988. ISBN 0-85177-488-1. OCLC 19526677.
- McCart, Neil. . Cheltenham: Fan Publications. 2002. ISBN 1901225062. OCLC 70281124.